# Kanton Fournels

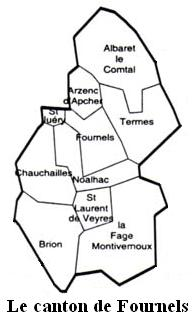
Die Gemeinden im Kanton

Der Kanton Fournels war bis 2015 ein französischer Wahlkreis im Arrondissement Mende, im Département Lozère und in der ehemaligen Region Languedoc-Roussillon; sein Hauptort war Fournels.
Der Kanton Fournels war 172,49 km² groß und hatte 1377 Einwohner (Stand 2012).
Der Kanton umfasste Wahlberechtigte aus folgenden zehn Gemeinden:
| Gemeinde                | Einwohner Jahr | Fläche km² | Bevölkerungsdichte | Code INSEE | Postleitzahl |
| ----------------------- | -------------- | ---------- | ------------------ | ---------- | ------------ |
| Albaret-le-Comtal       | 184 (2013)     | –          | – Einw./km²        | 48001      | 48310        |
| Arzenc-d’Apcher         | 48 (2013)      | –          | – Einw./km²        | 48007      | 48310        |
| Brion                   | 94 (2013)      | –          | – Einw./km²        | 48031      | 48310        |
| Chauchailles            | 94 (2013)      | –          | – Einw./km²        | 48044      | 48310        |
| La Fage-Montivernoux    | 165 (2013)     | –          | – Einw./km²        | 48058      | 48310        |
| Fournels                | 371 (2013)     | –          | – Einw./km²        | 48064      | 48310        |
| Noalhac                 | 97 (2013)      | –          | – Einw./km²        | 48106      | 48310        |
| Saint-Juéry             | 64 (2013)      | –          | – Einw./km²        | 48161      | 48310        |
| Saint-Laurent-de-Veyrès | 41 (2013)      | –          | – Einw./km²        | 48167      | 48310        |
| Termes                  | 206 (2013)     | –          | – Einw./km²        | 48190      | 48310        |